# Choàng choạc hung
Choàng choạc hung (danh pháp hai phần: Dendrocitta vagabunda) là một loài chim trong họ Quạ.
Đây là loài bản địa tiểu lục địa Ấn Độ và các khu vực phụ cận Đông Nam Á. Loài này được tìm thấy ở trong các bụi cây mở, đất nông nghiệp, rừng cũng như vườn đô thị. Nó là loài ăn tạp và là loài tìm mồi cơ hội.

## Hình ảnh

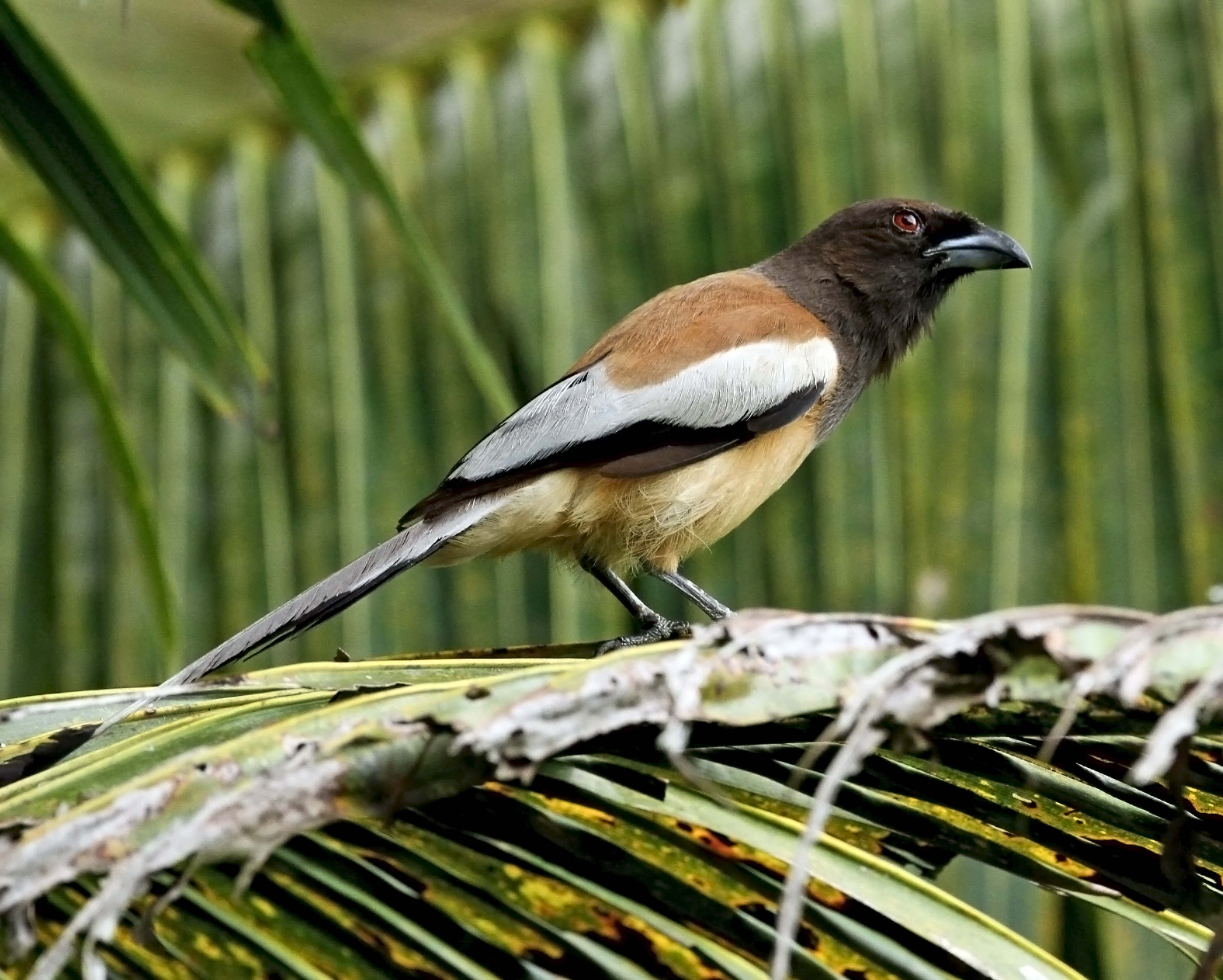
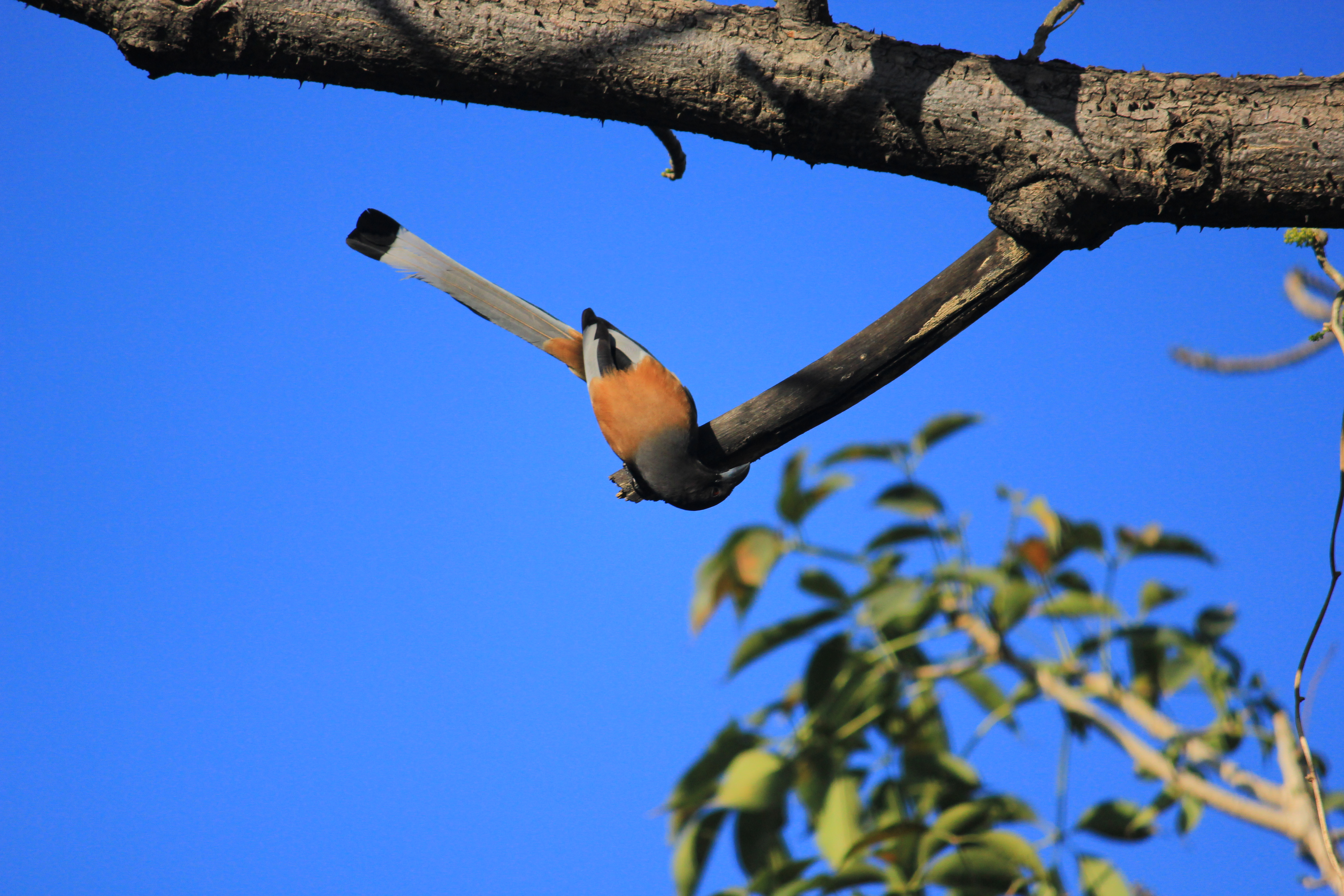
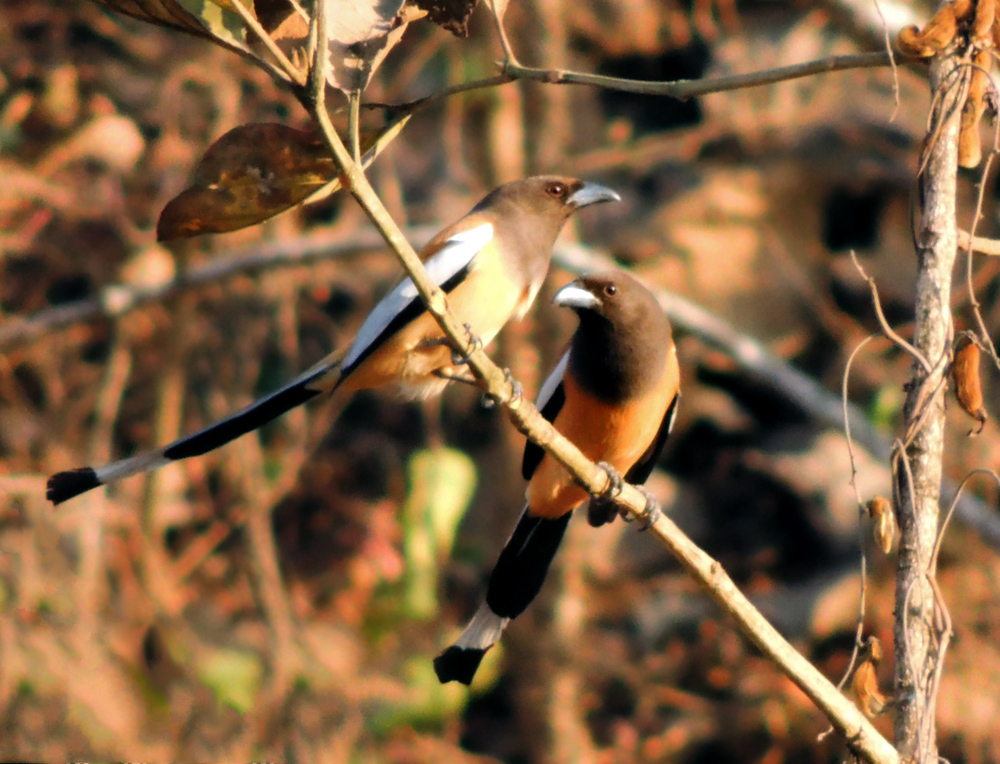
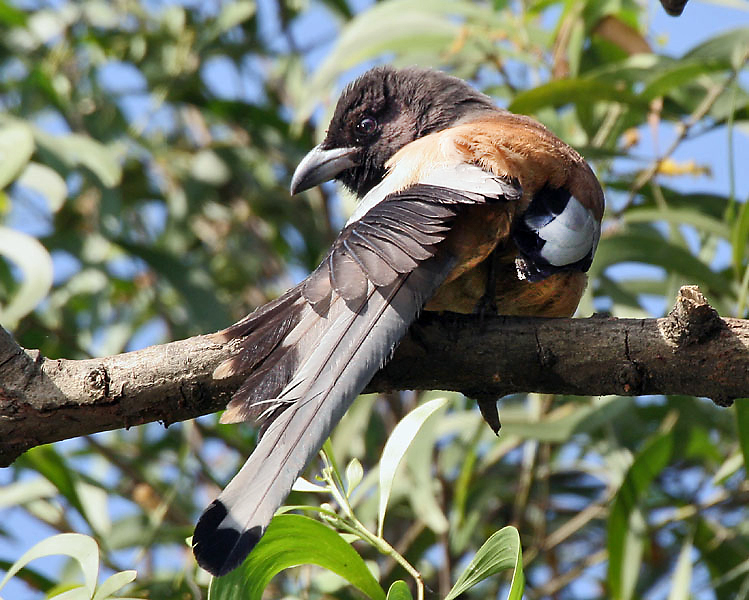
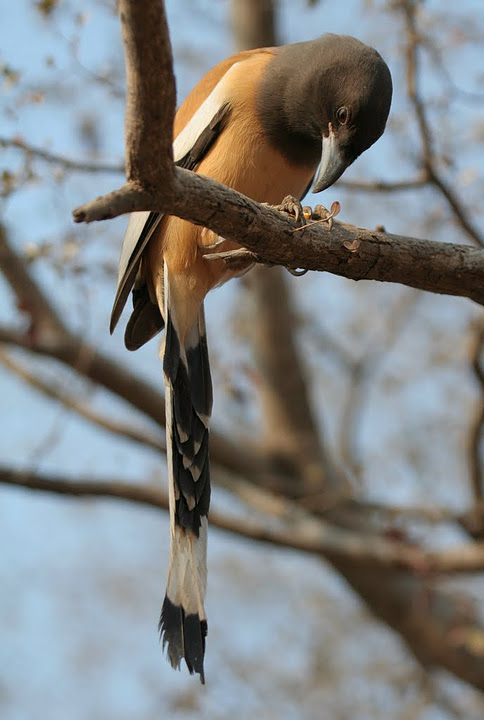

- Ba kiểu tiếng kêu của choàng choạc hung.